# Віллістон-Гайлендс (Флорида)
Віллістон-Гайлендс (англ. Williston Highlands) — переписна місцевість (CDP) в США, в окрузі Леві штату Флорида. Населення — 2591 особа (2020).

## Географія
Віллістон-Гайлендс розташований за координатами 29°20′1″ пн. ш. 82°32′8″ зх. д. / 29.33361° пн. ш. 82.53556° зх. д. (29.333612, -82.535656).  За даними Бюро перепису населення США в 2010 році переписна місцевість мала площу 29,31 км², уся площа — суходіл.

## Демографія
Згідно з переписом 2010 року, у переписній місцевості мешкало 2275 осіб у 933 домогосподарствах у складі 621 родини. Густота населення становила 78 осіб/км².  Було 1103 помешкання (38/км²).
Расовий склад населення:
| - 92,5 % — білих - 4,0 % — чорних або афроамериканців - 0,4 % — корінних американців - 1,8 % — осіб інших рас |

До двох чи більше рас належало 1,3 %. Частка іспаномовних становила 6,8 % від усіх жителів.
За віковим діапазоном населення розподілялося таким чином: 20,7 % — особи молодші 18 років, 61,9 % — особи у віці 18—64 років, 17,4 % — особи у віці 65 років та старші. Медіана віку мешканця становила 44,1 року. На 100 осіб жіночої статі у переписній місцевості припадало 96,5 чоловіків;  на 100 жінок у віці від 18 років та старших — 94,3 чоловіків також старших 18 років.
Середній дохід на одне домашнє господарство  становив 71 365 доларів США (медіана — 47 365), а середній дохід на одну сім'ю — 91 424 долари (медіана — 58 552). За межею бідності перебувало 9,0 % осіб, у тому числі 6,5 % дітей у віці до 18 років та 16,6 % осіб у віці 65 років та старших.
Цивільне працевлаштоване населення становило 1062 особи. Основні галузі зайнятості: роздрібна торгівля — 18,9 %, освіта, охорона здоров'я та соціальна допомога — 16,4 %, фінанси, страхування та нерухомість — 13,1 %.